# Frankmusik
Vincent James Turner, noto con lo pseudonimo Frankmusik e tra il 2011 e il 2012 anche come Vincent Did It (Londra, 9 ottobre 1985), è un cantautore e musicista inglese.

## Carriera
Nato il 9 ottobre 1985 in un distretto di Londra, inizia l'attività di beatboxing nel 2004. Nel 2007 debutta con un EP e in seguito firma per la Island Records. Nell'agosto 2009 esce il suo album d'esordio Complete Me, che raggiunge la posizione #13 della Official Albums Chart. Si esibisce in supporto ai Pet Shop Boys e remixa alcuni brani d Pet Shop Boys, Mika, Amy Winehouse e altri artisti.
Nel 2010 collabora con gli Far East Movement e nel 2011 con gli Erasure.
Nel settembre 2011 esce il suo secondo album, sempre per la Island. Vi partecipano Far East Movement, Natalia Kills e Colette Carr.
Poco dopo lascia la Island Records.
Nel giugno 2013 pubblica Between, disco da lui prodotto e di cui ne viene diffusa anche una versione acustica pochi mesi dopo (Between Us).
Nel dicembre 2013 pubblica il singolo Ephemeral Summer, che anticipa il suo successivo album. Il quarto album in studio By Nicole esce nell'aprile 2014 in maniera indipendente.

## Discografia

### Album in studio
- 2009 – Complete Me
- 2011 – Do It in the AM
- 2013 – Between
- 2014 – By Nicole
- 2016 – For You
- 2021 – Carissimi
- 2022 – Completed
- 2023 – Nobody

### Versioni acustiche
- 2009 – Completely Me
- 2013 – Between Us

### EPs
- 2007 – Frankisum
- 2013 – Far+from+Over
- 2014 – The Moongazer EP
- 2016 – Day Break
- 2017 – SS17
- 2017 – AW17